# The Malmö Collaborative Cross-Media Project
The Malmö Collaborative Cross-Media Project - Designing for Collaborative Cross-Media Production and Consumption är ett samproduktionsprojekt finansierat av KK-stiftelsen. I konsortiet ingår Kulturföreningen Inkonst, teknik- och designföretaget TAT (The Astonishing Tribe), gräsrotsrörelsen RGRA (Rörelsen Gatans Röst & Ansikte), medieproduktionsbolaget Good World AB och Media Mötesplats Malmö. Projektet inleddes i augusti 2008 och beräknas pågå till våren 2010.

## Inkonst TV
Målet med Case Study 1 är att undersöka vad som händer när en kulturaktör (Inkonst) producerar media som distribueras via webben och mobiltelefoner, men också att undersöka hur gräsrots-, halvprofessionell och professionell medieproduktion kan samexistera. Genom samproduktionsformen är det möjligt att experimentera med och utveckla nya medieformat och berättarstrukturer som är speciellt anpassade för det nya medielandskap som just nu är under utveckling på webben och i mobiltelefoner. Detta inkluderar, till exempel, nya narrativa format speciellt utvecklade för mobil konsumtion. Ett annat syfte är att framvisa vilka tjänster och verktyg som behöver utvecklas gällande produktion, konsumtion och distribution.

## Gatujournalisterna
Målet med Case Study 2 är att undersöka hur en gräsrotsrörelse med fokus på hiphop-kulturen kan arbeta med produktion, distribution och konsumtion av media i ett ökande mobilt medielandskap. Hur kan en sådan rörelse ge uttryck för sin verksamhet i en mobil urban miljö? Centrala frågeställningar är till exempel hur en sådan rörelse på en regelbunden basis kan syssla med alternativ mobil journalistik (här kallat gatujournalistik); vilka produkter och tjänster är nödvändiga för att hantera en produktion av detta slaget; vilka effekter för organisationens synlighet får detta?

## Mediala experiment
Ett antal större mediala experiment har genomförts inom ramen för samproduktionsprojektet:

### Bloggen
Under Malmöfestivalen arrangerade Inkonst tillsammans med TAT, The Malmö Collaborative Cross-Media Project och Malmö Living Lab för Nya Medier en videoblogg där sex välkända kulturpersonligheter under en vecka bevakade festivalen. Bloggarna fick fria händer att rapportera om vad som helst och för publiken var det möjligt att följa deras sändningar live, dels på webben och dels på en storbildsskärm i ett tält på Mölleplatsen. Videoklippen lades kontinuerligt upp på Youtube. Syftena med experimentet var att undersöka vad som händer när en omdiskuterat evenemang, som Malmöfestivalen är, dokumenteras och gestaltas på ett annorlunda sätt än vad media traditionellt sett brukar göra. För det andra hade få av de bloggande liten eller ingen erfarenhet av att arbeta med rörlig bild: vad skulle de komma att fokusera på och vad säger detta om möjligheter och problem med att arbeta med nya medier? För det tredje, vad innebär det att en kulturaktör (Inkonst) försöker spela en roll i det nya medielandskapet? Slutligen, experimentet undersökte hur en kulturaktör (Inkonst), ett teknik- och designföretag (TAT) och akademin kan samproducera nya medietjänster.
Bloggen-experimentet fick mycket uppmärksamhet i traditionell massmedia.

### Musikhjälpen
Under det av Sveriges Radio, Sveriges Television och Radiohjälpen arrangerade Musikhjälpen 2009 arbetade Gatujournalisterna med att göra live-reportage från gatan med hjälp av mobiltelefoner. Gatujournalisterna fick till exempel exklusiva rättigheter att intervjua den svenske hiphopstjärnan Petter och i allt producerades cirka 120 videoklipp, varav cirka 60 finns dokumenterade på Youtube.